# Тетерино (Собинский район)
Тетерино — деревня в Собинском районе Владимирской области России, входит в состав Воршинского сельского поселения.

## География
Деревня расположена на берегу реки Колочка в 14 км на северо-восток от центра поселения села Ворша и в 25 км на северо-восток от райцентра города Собинка. 

## История
Деревня впервые упоминается в писцовых книгах 1650 года, состоящей в приходе села Ставрова, в ней было 5 дворов крестьянских и 3 бобыльских. 
В конце XIX — начале XX века деревня входила в состав Кузнецовской волости Владимирского уезда, с 1926 года — в составе Ставровской волости. В 1859 году в деревне числилось 21 дворов, в 1905 году — 31 дворов, в 1926 году — 30 хозяйств.
С 1929 года деревня являлась центром Тетеринского сельсовета Ставровского района, с 1932 года — в составе Собинского района, с 1945 года вновь в Ставровском районе, с 1965 года — в составе Бабаевского сельсовета Собинского района, с 2005 года — в составе Воршинского сельского поселения. 

## Население
| 1859 | 1905 | 1926 |
| ---- | ---- | ---- |
| 145  | 206  | 134  |

| 1859 | 1905 | 1926 | 2002 | 2010 | 2021 |
| ---- | ---- | ---- | ---- | ---- | ---- |
| 145  | ↗206 | ↘134 | ↘1   | ↗6   | →6   |